# Sarajevsko polje
Sarajevsko polje je međugorska zavala u Bosni. Površine je 44 km² i najveća je zavala makroregije Bosanskog sredogorja. Smješteno je u depresiji između bosanskih planina Bjelašnice i Igmana na jugozapadu, Trebevića na jugoistoku te srednjim planinama i međudolinskim rtovima na sjeveru i sjeverozapadu. Rubna brda su dviju vrsta, strma i nenaseljena te blagih strana s brojnim selima. Ta brda predstavljaju ponajviše ogranke obližnjih planina Bjelašnice i Jahorine. Spada u red otvorenih polja, jer se otvara dolinama svih rijeka koje sa svih strana dotječu iz udaljenih planinskih krajeva. U Sarajevskom polju ulijevaju se u rijeku Bosnu. Slične međugorske zavale u srednjoj Bosni su Visočka zavala i Lašvanska zavala.
Duguljasta je oblika, kao uravnjena ploha, zaokruženo i šire u gornjem kraju. Proteže se od zapada na 18° 16' istočne zemljopisne dužine kod naselja Blažuj do istoka do 18 ° 27' istočne zemljopisne dužine (Bentbaša), od sjevera na 43° 53' sjeverne zemljopisne širine kod naselja Reljevo gdje je najniže nadmorske visine, do juga, južno od Vojkovića na 43° 47' sjeverne zemljopisne širine. Visina polja raste prema jugoistoku. Prosjek nadmorske visine Sarajevskog polja je približno 500 metara. Najviši dio je gdje rijeka Željeznica iz brda istječe u ravničarski dio. Na tom mjestu polje je na 520 metara nadmorske visine. Najniži dio je gdje polje prestaje kad iz njega istječe rijeka Bosna, na nadmorskoj visini od 489 m. 
Geološki i geomorfološki Sarajevsko se polje sastoji od dviju cjelina. To su planine koje ga okružuju te zaravnjena depresija sa Sarajevskim poljem. Ravničarski dio je plodan, natopljen rijekama i potocima. Kroz Sarajevsko polje teče rijeka Bosna. U sarajevskoj međugorskoj zavali debele su naslage sedimenata iz neogena. Prekrivaju ih mlađi kvartarni nanosi. Geološku povijest obilježavaju procesi akumuliranja i pojačane fluvijalne erozije. Zbog nje se danas vide samo djelići bivše prostrane strukture sarajevsko-zeničkog bazena. Zbog neotektonskih potonuća ovim krajevima dominira centripetalni tip riječne mreže koju najbolje predstavlja drenažna mreža gornjeg toka Bosne u Sarajevskom polju s konvergirajućim tokovima Željeznice, Dobrinje, Miljacke i Zujevine.
U povijesti se ovdje prostirala župa Vrhbosna koja je obuhvaćala današnje Sarajevsko polje s njegovim prirodnim produžetkom sve do Visokog. U ovom plodnom ravničarskom kraju prapovijesni su ljudi uzgajali biljke i životinje. Otvorenost Sarajevskog polja prema dolinama okolnih rijeka učinila ga je od davnina pogodnim kao prometnu komunikaciju koja je povezivala ga s obližnjim krajevima. U srednjem vijeku ovdje se razvila prva bosanska država poslije raspada države kralja Bodina. Na prostoru ovog polja Osmanlije su sagradile odmorište (tur. saray) i oko njega se razvio grad, po kojem je polje gdje se smjestilo dobilo ime, Sarajevsko polje. Prolazeći kroz Bosanski pašaluk, putopisac Benedikt Kuripečić u svom putopisu opisuje "Donju" i "Gornju Bosnu" kojima za granicu stavlja Vrhbosnu, tj. Sarajevsko polje, ali samo Sarajevo ne spominje. U Austro-Ugarskoj izgrađena je željeznička pruga koja vodi od Sarajeva preko Sarajevskog polja do Ploča.
Iskonsko stanovništvo Sarajevskog polja su Hrvati čije je narječje bilo s ikavskim refleksom jata, čega su svjedok stari toponimi Osik i Bilave, Hodidid (utvrda Hodidjed i selo Hodidid u današnjoj općini Istočni Stari Grad) poslije ijekavizirane u Osijek i Bjelave.
Biolozi su ovdje našli zanimljive vrste, poput malog vodenjaka (Lissotriton vulgaris, Linnaeus 1758), međunarodno svrstane u osjetljive (ranjive) vrste. Stanište je na podruĉju Spomenika prirode „Vrelo Bosne“ i druga. Godine 2015. donesena je Odluke o zaštiti izvorišta pitke vode u Sarajevskom polju.

## Vanjske poveznice
- WorldCat Sarajevska okolina : I. Sarajevsko Polje : antropogeografska promatranja (srp.)